# سلطان‌آباد آغ‌زیارت
سلطان‌آباد آغ‌زیارت یا سلطان‌آباد روستایی در دهستان قوری‌چای شرقی بخش مرکزی شهرستان چاراویماق استان آذربایجان شرقی ایران است.این روستا ۲۷۲ الی ۲۸۷ نفر جمعیت دارد.

## جمعیت
بر پایه سرشماری عمومی نفوس و مسکن در سال ۱۳۹۵ جمعیت این روستا ۲۷۸ نفر (۹۳خانوار) بوده‌است.